# Sean Franklin
Sean Michael Franklin (n. Panorama City, California, el 21 de marzo de 1985) es un futbolista estadounidense. Juega de defensor y actualmente se encuentra sin equipo, su último club fue el Vancouver Whitecaps FC de la Major League Soccer de Estados Unidos.

## Trayectoria

### Los Angeles Galaxy
Franklin fue seleccionado en la primera ronda del SuperDraft de la MLS de 2008 por el LA Galaxy (4.o en la general), e hizo su debut profesional el 3 de abril de 2008 frente a los Earthquakes. Por sus actuaciones durante ese año se le nombró el Novato del Año de la MLS.
Luego de una buena primera temporada, Franklin se estableció como un regular en el equipo y ha jugado más de 100 partidos con el club de Los Ángeles. El 12 de diciembre de 2013, fue seleccionado por el D.C. United a través de Re-Entry Draft.

## Selección
- Ha sido internacional con la Selección de Estados Unidos en 1 ocasión.
- Ha sido internacional con la Selección Sub-20 en 1 ocasión.

## Estadísticas
Actualizado al último partido jugado el 11 de agosto de 2018.
| Los Ángeles Galaxy Estados Unidos | 1.ª           | 2008          | 27  | 0  | 0 | 0 | 0  | 0 | 27  | 0  |
| Los Ángeles Galaxy Estados Unidos | 1.ª           | 2009          | 17  | 0  | 0 | 0 | 0  | 0 | 17  | 0  |
| Los Ángeles Galaxy Estados Unidos | 1.ª           | 2010          | 28  | 0  | 1 | 0 | 0  | 0 | 29  | 0  |
| Los Ángeles Galaxy Estados Unidos | 1.ª           | 2011          | 32  | 4  | 1 | 0 | 2  | 1 | 35  | 5  |
| Los Ángeles Galaxy Estados Unidos | 1.ª           | 2012          | 38  | 0  | 0 | 0 | 6  | 0 | 44  | 0  |
| Los Ángeles Galaxy Estados Unidos | 1.ª           | 2013          | 35  | 2  | 0 | 0 | 1  | 0 | 36  | 2  |
| Los Ángeles Galaxy Estados Unidos | Total club    | Total club    | 177 | 6  | 2 | 0 | 9  | 1 | 188 | 7  |
| DC United Estados Unidos | 1.°           | 2014          | 31  | 2  | 1 | 0 | 4  | 0 | 36  | 2  |
| DC United Estados Unidos | 1.°           | 2015          | 26  | 1  | 0 | 0 | 2  | 0 | 28  | 1  |
| DC United Estados Unidos | 1.°           | 2016          | 29  | 1  | 1 | 0 | 0  | 0 | 30  | 1  |
| DC United Estados Unidos | 1.°           | 2017          | 19  | 0  | 1 | 0 | 0  | 0 | 20  | 0  |
| DC United Estados Unidos | Total club    | Total club    | 105 | 4  | 0 | 0 | 6  | 0 | 114 | 4  |
| Vancouver Whitecaps Canadá | 1.°           | 2018          | 11  | 0  | 1 | 0 | 0  | 0 | 12  | 0  |
| Vancouver Whitecaps Canadá | Total club    | Total club    | 11  | 0  | 1 | 0 | 0  | 0 | 12  | 0  |
| Total carrera | Total carrera | Total carrera | 425 | 10 | 3 | 0 | 15 | 1 | 443 | 12 |
| (1)Incluye datos de la Postemporada de la MLS (2010, 2011, 2012), MLS All-Stars , Copa Abierta USA y Campeonato Canadiense. (1)Incluye datos de la US Open Cup (2010, 2011) (2)Incluye datos de la Concacaf Liga de Campeones (2011, 2012) |               |               |     |    |   |   |    |   |     |    |

## Palmarés

### Campeonatos nacionales
| Título                 | Club               | País           | Año  |
| ---------------------- | ------------------ | -------------- | ---- |
| MLS Supporters' Shield | Los Angeles Galaxy | Estados Unidos | 2010 |
| MLS Supporters' Shield | Los Angeles Galaxy | Estados Unidos | 2011 |
| Copa MLS               | Los Angeles Galaxy | Estados Unidos | 2011 |
| Copa MLS               | Los Angeles Galaxy | Estados Unidos | 2012 |

### Distinciones individuales
| Distinción               | Año  |
| ------------------------ | ---- |
| Novato del Año de la MLS | 2008 |

| Predecesor: Maurice Edu | Novato del Año de la Major League Soccer 2008 | Sucesor: Omar González |